# Ален Берсе
Ален Берсе (фр. Alain Berset; нар. 9 квітня 1972, Фрібур, Швейцарія) — швейцарський та європейський політик. Генеральний секретар Ради Європи з 18 вересня 2024 року. Член Федеральної ради Швейцарії з 2012 по 2023 рік та очолював Федеральний департамент внутрішніх справ з моменту вступу на посаду. Президент Швейцарії у 2018, 2023 роках.

## Кар'єра
Берсе вивчав політологію і економіку в Університеті Невшатель. 1996 року став магістром в галузі політології. 2005 року отримав ступінь доктора економіки. Він є автором декількох книг та понад 30 статей з проблем економічного розвитку, міграції та регіонального розвитку.
Берсе є членом Ради кантонів парламенту Швейцарії з 2003 року, заступником голови Соціал-демократичної фракції в парламенті з 2006 року. Президент Ради кантонів в 2008—2009 роках. Член Парламентської асамблеї ОБСЄ.
У грудні 2016 року обраний віцепрезидентом Швейцарії на 2017 рік. Вступив на посаду 1 січня 2017 року, обіймав її до 31 грудня цього ж року. Президент Швейцарії з 1 січня до 31 грудня 2018 року. Удруге був віцепрезидентом Швейцарії з 1 січня до 31 грудня 2022 року. 1 січня 2023 року знову став президентом Швейцарії.
У червні 2024 року був обраний генсеком Ради Європи. На цій посаді він з 18 вересня замінив хорватку Марію Пейчинович-Бурич.